# Märtyrerkrone

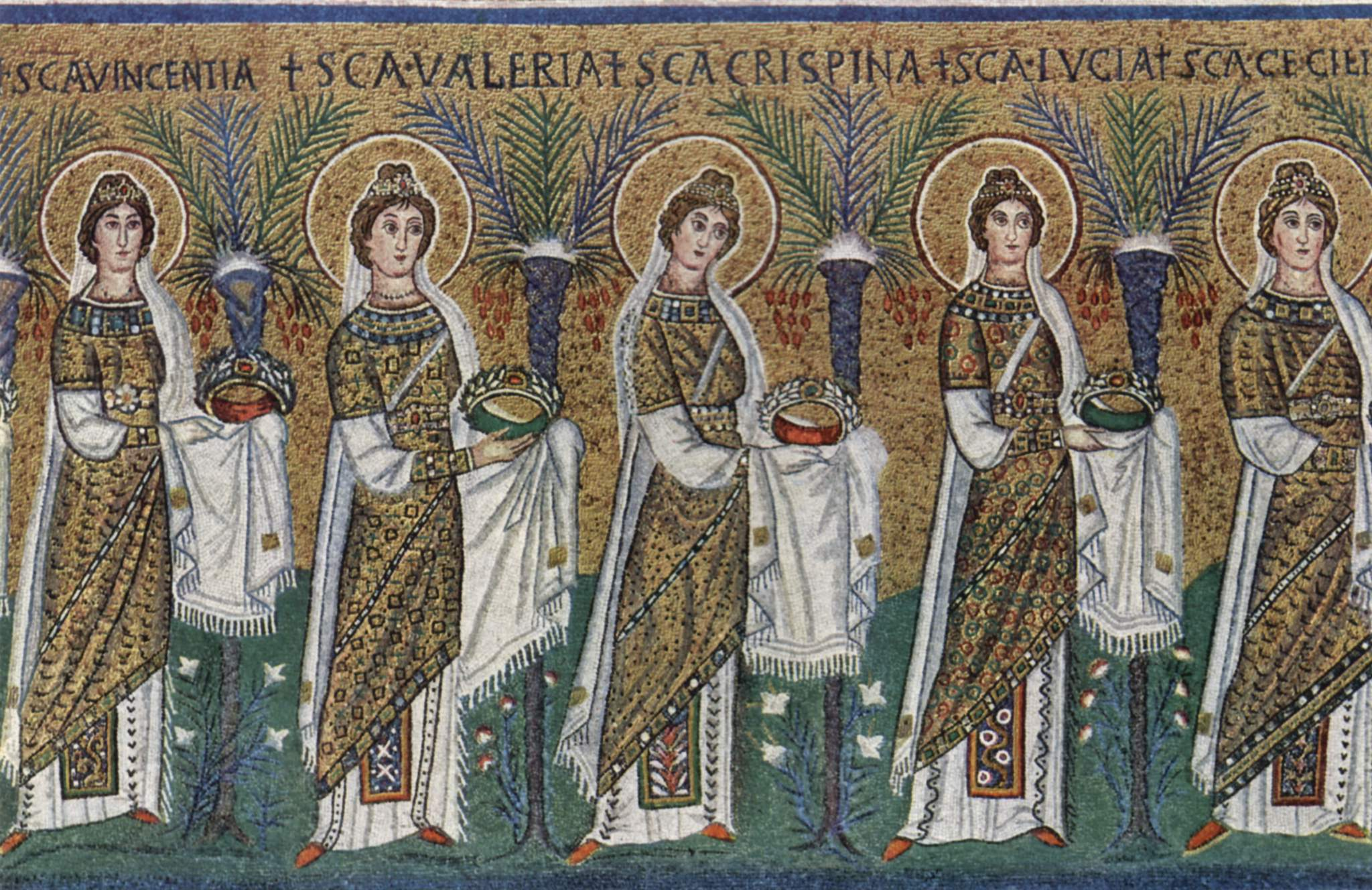
Zug der jungfräulichen Märtyrinnen mit Kränzen und Palmen im Hintergrund

Die Märtyrerkrone (lateinisch martyrii corona, auch corona fidei „Krone des Glaubens“) ist ein ikonographisches Heiligenattribut.

## Antike

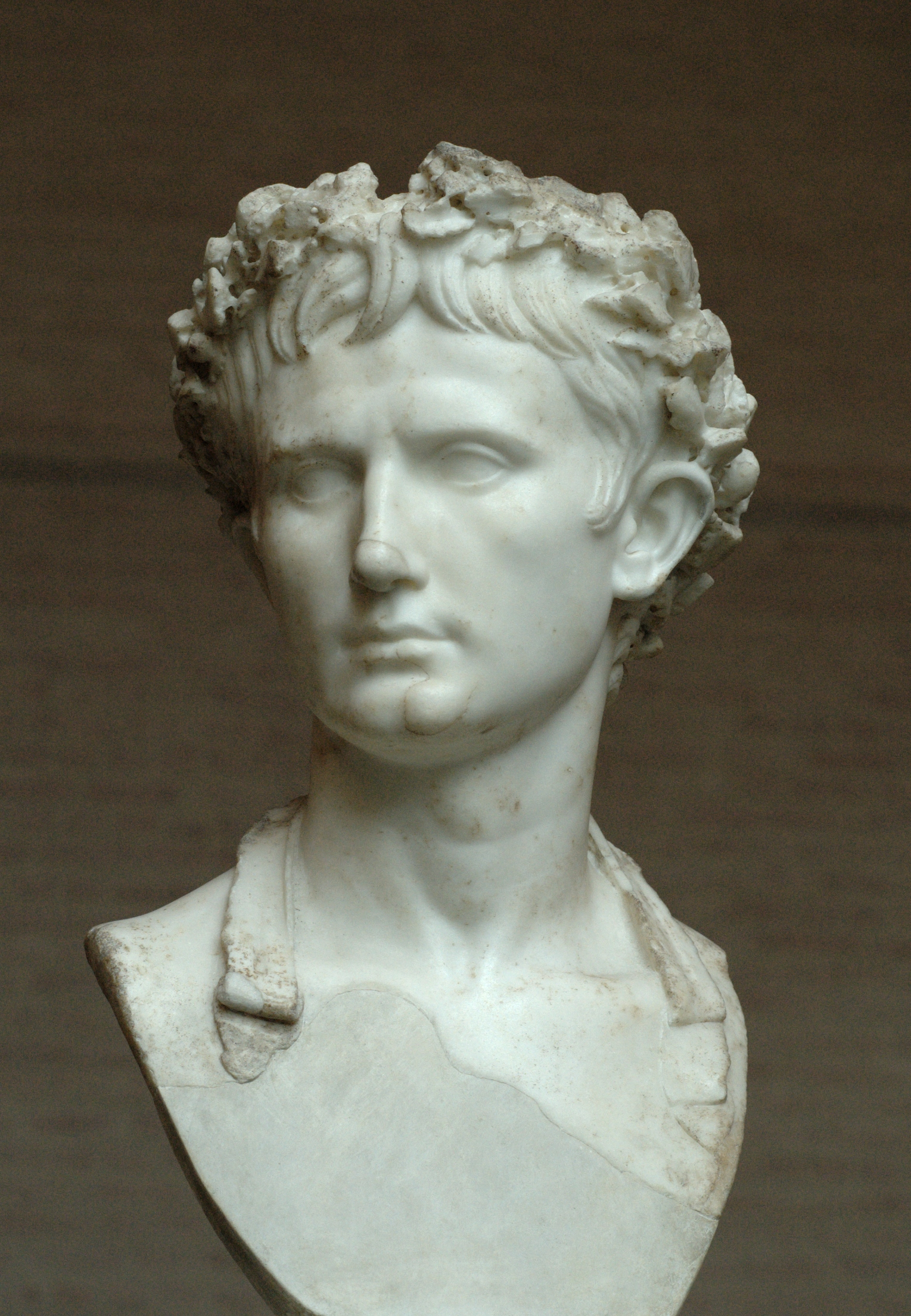
Augustus mit Corona civica (Glyptothek, München)

In der Antike war die Corona, der aus Blüten und Blättern geflochtene Kranz bzw. dessen Nachbildung aus Metall im kultischen, öffentlichen und privaten Leben fast allgegenwärtig. Man bekränzte sich bei Opferhandlungen, sportlichen Veranstaltungen, Feiern, Gelagen, Hochzeiten und Begräbnissen. Der Herstellung von Kränzen widmeten sich spezialisierte Berufe und Industrien, und auch im römischen Heer spielte die Corona in unterschiedlichen Formen als Auszeichnung und bei bestimmten Gelegenheiten, beispielsweise beim Empfang eines Geldgeschenks durch den Kaiser, eine bedeutende Rolle.

## Christentum
Bereits in den ältesten Schriften des Neuen Testaments wird die Metapher des Siegerkranzes bei einem Wettkampf gebraucht. Im 1. Brief an die Korinther des Apostels Paulus heißt es:

„Wisst ihr nicht, dass die Läufer im Stadion zwar alle laufen, aber dass nur einer den Siegespreis gewinnt? Lauft so, dass ihr ihn gewinnt. Jeder Wettkämpfer lebt aber völlig enthaltsam; jene tun dies, um einen vergänglichen, wir aber, um einen unvergänglichen Siegeskranz zu gewinnen. Darum laufe ich nicht wie einer, der ziellos läuft, und kämpfe mit der Faust nicht wie einer, der in die Luft schlägt; vielmehr züchtige und unterwerfe ich meinen Leib, damit ich nicht anderen predige und selbst verworfen werde.1 Kor 9,24-27 “

Vor allem die stets präsente Verbindung des Kranzes mit den antiken Göttern und ihren Kulten erregte indes Anstoß bei dem Kirchenschriftsteller Tertullian. Dieser verfasste eine Schrift, in der er sich zunächst gegen die Bekränzung im Militärwesen wandte, dann das Tragen von Kränzen allgemein erörterte und zu dem Schluss kam, Christen dürften keine Kränze tragen, und zwar aus den folgenden Gründen:
- Das Tragen von Blumenkränzen sei gegen die Natur, Blumen seien nämlich dazu da, angeschaut und berochen zu werden, bei auf dem Kopf getragenen Blumen sei beides nicht möglich.
- Das Bekränzen sei eine spezifisch heidnische Sitte, die Kränze seien den Göttern (z. B. dem Dionysos) heilig, daher sei das Kranztragen Götzendienst.
- In der Heiligen Schrift sei zwar kein Verbot des Kranztragens zu finden, aber schließlich sei ja alles verboten, was nicht ausdrücklich erlaubt ist.[4] Abschließend meint Tertullian noch: „Wenn du dich mit Dornen nicht kannst krönen lassen, so solltest du dich wenigstens nicht mit Blumen bekränzen, weil das nicht angeht.“[5] Damit nimmt er auf die Dornenkrone Christi Bezug. So steht bei Joh 19,2 EU (und ähnlich bei Mt 27,29 EU und Mk 15,17 EU), dass die Soldaten des Pilatus Jesus einen Kranz aus Dornen (στέφανον ἐξ ἀκανθῶν stephanon ex akanthon) aufs Haupt gesetzt hätten. Das Wort Stephanos ist die genaue griechische Entsprechung von Corona.

In dem vermutlich aus dem 2. Jahrhundert stammenden zweiten Clemensbrief wird die Metapher des Siegeskranzes wiederum aufgegriffen und ausgebaut:

„Wenn wir auch nicht alle gekrönt werden können, so wollen wir doch der Krone möglichst nahe kommen. Wir müssen nämlich wissen, daß, wer beim vergänglichen Wettkampf sich beteiligt und dabei auf einem Betrug ertappt wird, daß dieser gegeißelt, ausgeschieden und zum Kampfplatz hinausgeworfen wird. Was meint ihr, daß dem widerfährt, der beim unvergänglichen Kampfe betrügt?“

## Märtyrerkrone

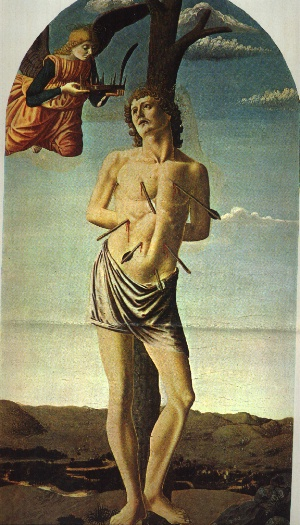
Die Märtyrerkrone des hl. Sebastian wird von einem Engel überbracht.

Im dritten Jahrhundert, unter dem Eindruck der Christenverfolgungen im Römischen Reich unter Decius und seinen Nachfolgern, gewann die Metapher eine neue Ausrichtung. War zuvor die Krone der Preis, der dem winkte, der in der Nachfolge Christi sein Ziel erreichte, war es nun ein ganz konkreter Sieg, nämlich die Überwindung der Christenverfolger. Wer bis zum Ende im Glauben fest blieb und auch angesichts von Folter und Tod nicht abschwor, der hatte die Welt besiegt und ihm winkte die Märtyrerkrone, die Corona martyrii.
In seinem Brief An die Märtyrer und Bekenner führt der hl. Cyprian von Karthago an:

„Sie [die Kirche] trug Weiß bei den Werken der Brüder, nun ist ihr Kleid purpurn vom Blut der Märtyrer: es fehlt weder die Lilie noch fehlt die Rose unter ihren Blumen. Nun lasst einen jeden um den höchsten Preis ringen. Weiße Siegeskränze als Preis für die Arbeit, und purpurne Kränze als Preis für die Leiden. Im himmlischen Lager trägt sowohl Friede als Streit seine eigenen Blüten, aus denen man Christi' Soldaten Kränze wird winden.“

Die verfolgten Christen wurden teilweise regelrecht beneidet, bzw. bestanden darauf, dass niemand ihnen den schon in Reichweite befindlichen Märtyrerkranz etwa durch eine unerwünschte Fluchthilfe entwinde. Ein frühes Beispiel dieser Haltung ist in dem Brief des Ignatius von Antiochien an die Römer überliefert:

„Denn weder werde ich nochmals eine solche Gelegenheit, zu Gott zu kommen, finden, noch werdet ihr, wenn ihr schweiget, auf bessere Werke euren Namen setzen können. Denn wenn ihr von mir schweiget, bin ich Gottes Wort; wenn ihr aber mein (Leben im) Fleisch liebet, werde ich wieder bloß ein (leerer) Schall sein. Erweiset mir damit den größten Gefallen, daß ich Gott geopfert werde, solange der Altar noch bereit steht.“

Und weiter unten nochmals:

„Betet für mich, daß ich ans Ziel gelange. Nicht dem Fleische nach habe ich euch geschrieben, sondern dem Willen Gottes entsprechend. Wenn ich leide, habt ihr es gut mit mir gemeint; wenn ich verworfen werde, habt ihr mich gehaßt.“

Bei Prudentius im 4. Jahrhundert schließlich ist die christliche Kranzmetaphorik voll ausgebildet. Sein Liber Peristephanon ist eine Sammlung von 14 Gedichten, die bis auf das achte stadtrömischen bzw. spanischen Märtyrern gewidmet sind. Das Werk wurde stark rezipiert, beeinflusste die Gestaltung der (meist legendarischen) Märtyrerviten und wurde bis ins Mittelalter vielfach gelesen.

## Ikonographie

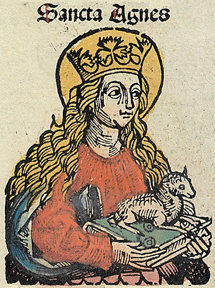
Die hl. Agnes mit Märtyrerkrone (aus der Schedelschen Weltchronik)

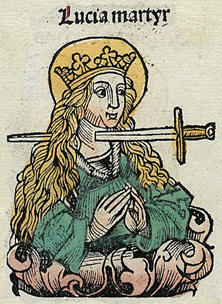
Die hl. St. Lucia mit Märtyrerkrone (aus der Schedelschen Weltchronik)

Ursprünglich entsprach die Darstellung der Corona martyrii der antiken Corona, wie man sie etwa aus Darstellung der Kaiserzeit kannte. Ein Beispiel sind die spätantiken Mosaiken aus Sant’Apollinare Nuovo in Ravenna. Die von den Märtyrinnen getragenen Kränze sind kaum zu unterscheiden von einer Corona civica, wie sie beispielsweise von einigen Büsten des Augustus bekannt ist.
Im Mittelalter, nachdem die antike Corona sich zur Krone des Herrschers umgeformt hatte, folgte die Ikonografie diesem Wandel. Die Märtyrer wurden nun mit Kronen dargestellt, so beispielsweise in den Abbildungen der Schedelschen Weltchronik. Auch der Kranz erschien noch gelegentlich, allerdings dann nicht auf dem Haupt des Märtyrers, sondern in der Form, dass er dem Märtyrer im Augenblick, in dem sich das Martyrium vollendete, von einem vom Himmel herabschwebenden Engel überbracht wurde.
Vielleicht, weil in späteren Zeiten, als die Krone nur noch ein Herrschaftssymbol war, die Abbildung eines Heiligen mit Krone zur irrtümlichen Vermutung veranlasste, dass ein heiliger König dargestellt sei, vielleicht auch wegen Kollisionen mit anderen Kopfbedeckungen, etwa bei Märtyrern, die auch Bischof waren und als solche mit einer Mitra dargestellt werden, wurde in der neueren Ikonographie die Märtyrerkrone als Attribut immer mehr von der Märtyrerpalme verdrängt.